# ATG9B
ATG9B‏ (Autophagy related 9B) هوَ بروتين يُشَفر بواسطة جين ATG9B في الإنسان.